# Billy Herrington
Billy Herrington (14. července 1969 North Babylon, New York – 3. března 2018) byl americký pornoherec, známý zejména pro svou práci v gay pornografii.

## Životopis
Herrington se narodil ve státě New York, vyrůstal na Long Islandu. Otec ho v mládí učil karate. Zajímal se o box, wrestling a bojová umění, ale s kulturistikou začal až ve svých 24 letech, když se přestěhoval do New Yorku.
Jeho kariéra v erotickém průmyslu začala, když jeho tehdejší přítelkyně tajně poslala jeho nahé fotografie do časopisu Playgirl. Tyto snímky zvítězily v soutěži „Real Men of the Month“ s odměnou 500 dolarů. Upoutaly také pozornost slavného fotografa Jima Frenche, který s Harringtonem o dva roky později začal fotit pro kalendář Colt. Brzy poté Herrington začal účinkovat v hardcore gay pornografii. Stal se jednou z nejznámějších gay erotických filmových hvězd pozdních devadesátých let. Objevil se také v mainstreamových televizních programech, jako byly Love Connection a Ricki Lake. Herrington uvedl, že erotický filmový průmysl mu pomohl pochopit jeho bisexualitu.
Celkem účinkoval v 17 filmech. Točil pro značky jako Colt, All Worlds či Pacific Sun. Mezi jeho hlavní role patří ztvárnění římského císaře v dánském filmu HotMen CoolBoyz (2000). Další snímky představují např. 9½ Inches, Lords Of The Locker Room či Flesh Trap. V roce 2002 obdržel Cenu Grabby za nejlepší skupinovou scénu ve filmu Conquered (studio All Worlds Video, režie Chi Chi LaRue, spolu s Ninem Baccim, Coltonem Fordem, Blakem Harperem a Jayem Rossem). Nominován byl také v kategorii pro nejlepšího herce a za nejlepší scénu pro tři.

### Internetové meme
Herrington se stal internetovým memem šířeným on-line komunitami po zveřejnění klipu z jeho videa Workout na japonské webové stránce Niconico. Poté se rozšířila mashup videa, z nichž mnohá využívala úmyslné přeslechnutí (soramimi) vět z jeho filmů. Z těchto videí mu v komunitě Nico Nico Douga zůstala přezdívka „Velký Bratr“ (兄貴 aniki), které se Herrington ujal a aktivně se účastnil hromadných setkání se svými fanoušky v Japonsku.

### Úmrtí
Dne 3. března 2018 Billy Herrington ve věku 48 let zemřel při autonehodě.